# Кременчуцька сотня
Кременчуцька сотня (1648—1764 рр.) — військово-територіальна одиниця Війська Запорозького з центром у м. Кременчук. Створена влітку 1648 у складі Чигиринського полку, за яким закріплена Реєстром 1649. Налічувала 150 козаків, територіально підпорядковувала м-ко Власівку та навколишні села. У 1661 —1663 була в складі Кременчуцького полку, після ліквідації якого повернулася до Чигиринського полку. Вже на той час фактично входила до Миргородського полку, а юридично закріплена в його складі з 1667 за Андрусівським перемир'ям. Кількаразово переходила під юрисдикцію Петра Дорошенка, після капітуляції якого знаходилась у складі Миргородського полку до 1764. Ліквідована указом Катерини ΙΙ, а територія сотні ввійшла до Новоросійської губернії; центром цієї губернії в 1765 —1783 було м. Кременчук.

## Сотники
Супруненко Андрій (1649), Лавриненко Богдан (1652), Дубовик Гаврило (кременчуцький полковник у 1661), Андріїв (Ондріїв) Кирило Онуфрійович (кременчуцький полковник у 1661 — 1662), Дубовик Костянтин Гаврилович (в тогочасних документах відомий як Гавриленко Кость) (1661 — сотник, 1662 — полковник) (син попереднього), Лазаренко Михайло (1662), Сава (1666), Карачевський Михайло (1670), Юрій Іванович (1672, н.), Бурляй Іван (1685), Євстратієвич Максим (1696  — 1708), Євстратієвич Омелян Васильович (1715), Яків Іванович (1715), Волошин Данило (1739, н.), Ілляшенко Гаврило Федорович (1719 — 1730), Ілляшенко Федір Гаврилович (в тогочасних документах  — Гаврилов Федір) (1744) (син попереднього), Ілляшенко Яків Гаврилович (в тогочасних документах  — Гавриленко Яків) (1747 —1750) (брат попереднього), Ілляшенко Гаврило Федорович (в тогочасних документах  — Федорович Гаврило) (1752) (син Ф. Г. Ілляшенка).

## Поселення

### Населені пункти сотні в 1726—1730рр.
Містечко Кременчук, села: Богомолівка, Олексіївка, Кохнівці, Піщана.

### Населені пункти сотні в 1750-х рр.
Місто Кременчук, села: Білецьківка, Богомолівка, Кохнівка, Кривуші, Круків, Усиківка, хутір Свинарний.